# Ugandapithecus
 Ugandapithecus  es un género extinto de primates hominoides, actualmente en disputa, que vivieron desde hace 22 hasta hace 14 millones de años durante el Mioceno. Los restos fósiles están presentes en el este de África incluyendo Kenia y Uganda. Cuatro especies se han clasificado hasta la fecha. Se ha sugerido que estas especies sucesivamente más grandes evolucionaron unas de otras. Otros argumentan que Ugandapithecus es taxonómicamente un sinónimo de Proconsul.
- Ugandapithecus meswae, 21,5 – 19 Ma (anteriormente Proconsul meswae)
- Ugandapithecus legetetensis, 20 – 19 Ma
- Ugandapithecus major, 19 – 18 Ma (anteriormente Proconsul major)
- Ugandapithecus gitongai, ca. 14,5 Ma